# Armure (tissage)
Pour les articles homonymes, voir Armure.

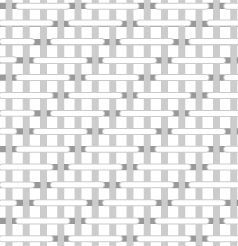
Exemple de sergé où le fil de trame passe sous 1 fil puis sur 3.

Dans la terminologie du tissage de textile, l’armure est le mode d'entrecroisement des fils de chaîne et des fils de trame. 
Il existe trois armures dites fondamentales : toile, sergé et satin. À partir de ces trois armures dérivent des déclinaisons, combinaisons et armures spéciales qui forment de nombreux tissus.

## Terminologie
Pour décrire une armure, on utilise plusieurs termes spécifiques :
- pris : le fil de chaîne passe au-dessus du fil de trame[1].
- sauté : le fil de chaîne passe en-dessous du fil de trame[1].
- Flotté : désigne un fil qui passe au-dessus de plusieurs fils[1].

## Tracé théorique
Les tissus à texture rectiligne peuvent être représentés par des dessins quadrillés, où les fils de trame sont représentés longitudinalement et les fils de chaîne transversalement.
La duite est le nom donné aux passages de la trame à travers la chaîne.[pas clair]
Le dessin des tissus réguliers se reproduit à l'identique par des translations parallèles aux axes figurant ces deux fils et il suffit de représenter le dessin de base sur un échiquier, en général carré, de taille minimale : ces dessins carrés portent le nom d'armures ; leur dimension p est le module de l'armure.
Sur une armure sont figurés les points de liage correspondant aux points du tissu où s'opère la levée successive des fils de chaîne, à chaque insertion de duite (dans ses articles de 1867, Édouard Gand détaille quatre armures fondamentales à fils rectilignes que sont la toile - ou drap - , le sergé, le batavia, et le satin). L'échiquier carré associé à une armure comporte un certain nombre de cases ombrées correspondant aux points de liage, les fils de chaîne étant représentés par les colonnes, ceux de trame par les lignes de l'échiquier. 
Dans le cas de métiers à tisser à lame, le rentrage de fils de chaînes dans les lisses correspond au guide prévu par l'armure. En se levant, la lame soulève les fils de chaînes permettant à la navette porteuse du fil de trame de circuler afin de réaliser l'entrecroisement.  
Le rapport d'une armure correspond au rapport entre le nombre de fils de chaîne et de duite nécessaire à la confection d'une armure. Dans le cas d'une armure fondamentale, ce rapport est limité par un nombre de fil n'excédant pas 24.

## Armure toile

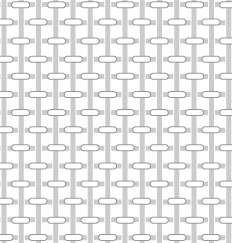
Armure toile.

Aussi qualifiée par le terme drap, c'est la plus ancienne et la plus simple des armures. L'armure toile est obtenue en soulevant alternativement les fils pairs et les fils impairs de la chaîne, pour laisser passage au fil de trame (duite). Toutes les fibres peuvent être tissées en armure toile. Les tissus obtenus n'ont ni envers ni endroit.
Elle a trois dérivés : l'armure nattée, l'armure reps et l'armure cannelée. Les cannelés par trame sont obtenus en multipliant le nombre de fils de chaîne pris dans chaque duite, comme dans les toiles à voile, les sacs de jute, les reps d'ameublement. Les cannelés par chaîne, inversement, sont obtenus en augmentant le nombre de duites par fil de chaîne.
Exemples d'armures toile : 
- Batiste,
- Taffetas, étoffe de soie
- Calicot,
- Chintz, étoffe de coton imprimé de motifs floraux d'aspect brillant ;
- Cretonne,
- Étamine, étoffe légère de laine ou de coton ;
- Flanelle,
- Madras,
- Organdi,
- Vichy, étoffe de coton à carreaux tissé et teint d'au moins deux couleurs. C'est un tissé teint car les fils sont déjà teints avant le tissage.
- Zéphyr (en), étoffe de coton léger et souple.

## Armure sergé
Le sergé est un tissu produit avec l'une des trois armures principales de tissage appelée le sergé. Ainsi, le sergé désigne l'ensemble des textiles élaborés par ce type de tissage qui se caractérise par la présence de côtes obliques sur l'endroit et l'envers. Elle peut être à effet chaîne ou trame. C'est une armure dite à décochement.
Dans un sergé 1/3, le fil de trame passe sous un, puis sur trois autres fils de chaîne en décalant d'un fil à chaque passage d'où l'effet d'oblique sur l'endroit.
Exemples d'armures sergé :
- Jean
- Gabardine
- Burlington

## Armure satin
L'armure satin ou satin est une des trois armures principales utilisées dans le tissage. Ainsi, le terme satin désigne l'ensemble des textiles élaborés par ce type de tissage sans trame apparente, soit des étoffes lisses, unies, fines et brillantes sur l'endroit et mat à l'envers.
À l'origine fait en soie, le satin est aujourd'hui confectionné en matières naturelles (coton, lin, soie, laine, crin de cheval) ou matières synthétiques. Le brillant obtenu est différent en fonction de la matière utilisée.

## Armures spéciales
Les armures dites spéciales sont celles servant à réaliser la gaze ou le velours.